# Бертхолд I фон Лехсгемюнд-Грайзбах
Бертхолд I фон Лехсгемюнд-Грайзбах (на немски: Berthold I von Lechsgemünd und Graisbach; на латински: Bertholdus comes de Lechesgemunde; * ок. 1180/1185; † сл. 10 август 1253) е граф на Лехсгемюнд (1192 – 1253) в Бавария и от 1205 г. граф на Грайзбах (днес част от Марксхайм).

## Биография
Той е син на граф Диполд фон Лехсгемюнд († 1 юли 1192) и съпругата му принцеса Агата фон Тек († сл. 1192), дъщеря на херцог Адалберт I фон Тек († сл. 1195).
Сестра му се омъжва за граф Фридрих IV фон Труендинген († 1253).
Графовете фон Лехсгемюнд са привърженици на кралете фон Хоенщауфен. Графовете фон Лехсгемюнд са могъщ франкско-баварски благороднически род през Средновековието, с първоначална резиденция в Марксхайм. Те управляват Зуалафелдгау от замъка им Лехсенд (Лехсгемюнд), намиращ се на река Лех. Регенсбургските търговци обаче разрушават 1248 г. замъка, понеже не са съгласни с техните мита. Графската фамилия се мести след това в съседния Грайзбах, днес част от Марксхайм, и започва да се нарича графове фон Лехсгемюнд-Грайзбах. През 1240 г. Бертхолд I фон Лехсгемюнд-Грайзбах основава и дарява манастир „Нидер-Шьонфелд“.
Бертхолд I фон Лехсгемюнд-Грайзбах умира сл. 10 август 1253 г. През 1327 г. умира внук му, последният мъжки представител на род Лехсгемюнд Гебхард III фон Грайзбах като епископ на Айхщет. През 1342 г. цялата собственост на графовете фон Лехсгемюнд попада на Вителсбахите.

## Фамилия
Първи брак: с Аделхайд († 1223, погребана в манастир Кайсхайм). Те имат седем деца:
- Хайнрих IV фон Лехсгемюнд-Грайзбах († сл. 1237), граф на Лехсгемюнд-Грайзбах, женен за Гертруд фон Абсберг
- Агата фон Лехсгемюнд († сл. 1254/ 22 октомври 1261), омъжена пр. 1236 г. за граф Бертхолд IV фон Урах († пр. 22 октомври 1261), син на граф Егино V фон Урах и Фрайбург
- Бертхолд II фон Грайзбах († ок. 1285/пр. 1291), граф на Лехсгемюнд-Грайзбах, женен за Елизабет? фон Хенеберг († сл. 25 януари 1291), баща на Гебхард III фон Грайзбах († 14 септември 1327), епископ на Айхщет (1324 – 1327)
- Агнес фон Лехсгемюнд, омъжена за рицар Свигер фон Гунделфинген Стари († сл. 1291)
- Валтер фон Лехсгемюнд († 1278)
- Лудвиг фон Грайзбах (†-9.2.1286)
- Агнес фон Грайзбах († сл. 10 ноември 1287), омъжена на 23 септември 1237 г. за Берал фон Ванген († 23 септември 1271)

Втори брак: сл. 1223 г. с Аделхайд († сл. 9 януари 1241/сл. 1242). Бракът е бездетен.